# Тони Кушнер
Тони Кушнер (енгл. Tony Kushner; Менхетн, 16. јул 1956) амерички  јекњижевник, сценариста и политички активиста познат по драмама Светла соба звана дан, Анђели у Америци, Словени и Код куће/Кабул. Добитник је Пулицерове награде за најбољу драму (1992), два Тонија за најбољу драму (1993, 1994), Емија за најбољи сценарио за телевизијску мини-серију (2004) и награде Лоренс Оливије за најбољи нови мјузикл (2007). Његове драме постављане су у преко тридесет земаља широм света.
За разлику од својих савременика и најзначајнијих стваралаца у овоременом америчком позоришту чије се драмско изражавање често своди на минимализам у развијању тема и употреби језика, Кушнерове драме обухватају широко поље мотива тема и проблема. Померајући границе америчког лирског реализма у драми, који је обогатио на плану језика, књижевних алузија, историје, сложених тема и употребом маштовитих драмских поступака, Кушнер је створио упечатљив и оригинални драмски свет у чијем се средишту налазе актуелна и универзална друштвено-политичка питања.
Иако је често довођен у везу са Клифордом Одетом и Артуром Милером, америчким драмским писцима либералне и леве политичке оријентације, он је пре свега наследник Бертолда Брехта. Његова драмска дела су идеолошки утемељена на марксизму и политичким идејама левице, док су естетски обликована у традицији Брехтове концепције епског театра. Пошто је Тони Кушнер Јеврејин, хомосексуалац, социјалиста и потомак досељеника из источне Европе, често се истиче да је његова личност микрокосмос различитих мањинских идентитета, те да је његово животно искуство било полазиште у приказивању различитих врста обесправљености у савременом свету.

## Биографија

### Детињство и младост
Тони Кушнер је рођен на Менхетну, Њујорку, као син Силвије, фаготисткиње, и Вилијама Дејвида Кушнера, кларинетисте. Потиче из јеврејске породице, која води порекло од руско-пољских емиграната. Има сестру Лесли и брата Ерика. Убрзо након рођења породица Кушнер се преселила у Лејк Чарлс, Лујизијана, где је будући писац одрастао. Родитељи су охрабривали своју децу да се окрену уметности, те су за сваку изрецитовану песму добијали по долар. Кушнерова мајка је поред свирања фагота у филхармонијском оркестру Њу Орлеанса, наступала у локалном позоришту као глумица. Кушнер је у интервјуу за Њујорк тајмс истакао да је био фасциниран њеним изведбама и позориштем од малих ногу: Видео сам нека њена извођења када сам имао 4 или 5 година и била су веома моћна. Имао сам живе снове након тога. Такође је изјавио да се у раној доби суочио са сопственом сексуалношћу: Јасно се сећам да сам знао да сам геј још од шесте године. Био сам свестан да сам другачији од већине дечака са којима сам растао. Са 11 година није било никакве сумње. Своју сексуалност дуго није могао да прихвати, те је посећивао различите психотерапеуте тражећи лек за хомосексуалност. Студирао је на Универзитету Коламбија, где је за четири године завршио студије енглеске књижевности. Потом је уписао позоришну режију у Школи уметности Тисч, коју је завршио 1984. Током студирања у периоду од 1978. до 1981. лета је проводио режирајући своје прве драме и Шекспирове комаде (Сан летње ноћи и Бура), у којима су глумила деца из Гувернеровог програма за талентовану децу (Governor's Program for Gifted Children) из Лејка Чарлса.

### Почетак каријере иСветла соба звана дан
Своју каријеру драмског писца започео је 1982. драмом Смрт кита: Опера за апокалипсу (La Fin de la Baleine: An Opera for the Apocalypse, 1982). Након ње уследиле су дечија представа Да да не не (Yes, Yes, No, No, 1985), драмска адаптација Гетеовог комада Стела (Stella, 1987) и Хидриотафија (Hydriotaphia 1987). Хидриотафија је инспирисана седамнаестовековним есејистом сером Томасом Брауном и написана је у стиху и стилу традиционално-класичне поезије. У својим првим драмским делима Кушнер је представио неке од централних тема које ће касније даље развијати.
Из овог раног периода Кушнеровог стваралаштва посебно се издваја Светла соба звана дан (A Bright Room Called Day 1987) у којој су представљени ослобођени индивидуалци у Вајмарској Немачкој непосредно пре и током доласка Хитлера на власт. Овај главни заплет се током извођења на сцени непрестано прекида коментарима Зилахе Катц, савремене младе американке, која прави паралеле између Хитлерове власти и одлука америчких председника Роналда Регана и Џорџа Буша Старијег и британске премијерке Маргарет Тачер. Критика је представу дочекала негативним рецензијама, налазећи да су паралеле између Хитлера и Регана претеране. Следеће године адаптира Илузије, (The Illusion, 1988), адаптацију Корнејевог комада Комичне Илузије, а затим пише Удовице (Widows, 1991) у сарадњи са Аријел Дорфмен.

### Анђели у Америци
Почетком деведесетих Кушнер пише свој најпознатији комад Анђели у Америци: геј фантазија на националне теме (Angels in America: A Gay Fantasia on National Themes). Драма је премијерно изведена у Сан Франциску и продуцирана је у два дела; Миленијум се приближава и Перестројка. Рачунајући оба дела извођење представе траје око седам сати. У комаду има тридестак ликова, али је предвиђено да их тумачи осам глумаца. То се постиже тако што један глумац игра више улога. У центру драме су три заплета која се међусобно преплићу. Први представља однос Луиса и Прајора и начин на који се овај геј пар носи са Прајоровим АИДС-ом; други заплет приказује брак потиснутог хомосексуалца Џоа и депресивне домаћице зависне од антидепресива Харпер; трећи заплет приказује Роја Кона, историјску личност, познату по помагању Џозефу Макартију при прогону осумљичених комуниста. Кон је током своје политичке каријере прогањао и хомосексуалце иако је и сам био геј, и у представи је представљен из периода када је умирао од сиде.
Драма је наишла на хвалоспев од стране књижевних и позоришних критичара. Драмски текст је награђен Пулицеровом наградом за најбољу драму, док је сама предства награђена двоструком наградом Тони за најбољу представу. Харолд Блум ју је уврстио на списак најзначајнијих остварења западне књижевности. На основу драме Тони Кушнер је написао сценарио за истоимену мини-серију у продукцији каблоског канал ХБО 2003. Серију је режирао Мајк Николс, док су главне улоге поверене Мерил Стрип, Ал Пачину и Еми Томпсон. Ова телевизијска адаптација награђена је са пет Златних глобуса и једанаест Еми награда, укључујући и Еми за најбољи сценарио који је припао Кушнеру. Први део Анђела у Америци постављен је и у Београду у Београдском драмском позоришту 2009. Представу је режирао Горчин Стојановић, а главне улоге су тумачили Борис Комненић, Павле Пекић, Цвијета Месић, Владимир Алексић и Милорад Дамјановић.

### Код Куће/Кабул
Обрађујући избачене сцене из другог дела Анђела у Америци, Тони Кушнер пише нову драму Словени: Размишљање о дугорочним проблемима врлине и среће (Slavs! Thinking About the Longstanding Problems of Virtue and Happiness). У њој је у низу антиреалистичких поступака епског театра тематизован распад Совјетског Савеза. Осим постављања питања да ли је стаљинизам уништио добру идеју социјализма, комад Словени на прикривен начин тематизује и актуелне проблеме САД.
Драма Код Куће/Кабул (Homebody/Kabul) представљена је на њујоршкој сцени 2001. Први део драме под именом Код куће првобитно је постављен као монолог у једном чину у Лондону 1999, да би Кушнер за ово ново извођење написао други део Кабул. Ова драма се бави актуелним питањем уздизања исламских екстремиста на Блиском истоку. У једном тренутку у драми млада Авганистанка пребацује Американки због подршке западних сила талибанима готово пророчким речима: Ако толико волиш талибане зашто их не доведеш у Њујорк? Не брини они ће свакако доћи у Њујорк. Исте године у току проба за премијеру ове представе догодио се терористички напад на Светски трговински центар 11. септембра. Због овог контроверзног дела и зато што је драмски текст директно критиковао утицај влада Запада на јачање талибана, представа Код Куће/Кабул је наишла на резервисане оцене позоришне критике и публике у САД. Кушнер је у интервјуима инсистирао да упркос жаљењу и туговању за жртвама напада, није време за ћутање интелектуалаца и уметника о овом проблему. Код куће/Кабул је постављен у Народном позоришту 2009. године у режији Жељка Ђукића. Главне улоге су тумачили Душанка Стојановић Глид, Дарко Томовић, Хана Селимовић, Михаило Лађевац, Нела Михаиловић, Слободан Бештић, Ненад Стојменовић и Небојша Кундачина.

### Кушнеров рад данас
Кушнеров следећи драмски пројекат је био писање либрета и текстова песама за мјузикл Каролина или промена (Caroline, or Change. 2002). Музику је компоновала Џенин Тесори. Мјузикл приказује расну сегрегацију на југу и великим делом је аутобиографски утемељен на Кушнеровом детињству и одрастању у Лујизијани. Каролина тематизује однос јеврејског дечака Ное (драмског алтер ега самог аутора) и породичне служавке афроамериканке Каролине Тибодо. Критика је топло дочекала ову представу, освојивши награду Оливије у Лондону. Џон Лар сматра да се овај мјузикл, вероватно више од осталих мјузикала у историји, приближио популарној форми народне опере.
У априлу 2003, Тони Кушнер је са својим животним партнером Марком Харисом, уредником часописа Интертејмент викли положио завете везивања. Пар се легално венчао на лето 2008. у Провинстауну, држава Масачусетс.
Заједно са Ериком Ротом написао је сценарио за филм Минхен у режији Стивена Спилберга, за који је номинован за оскара 2006?. У јануару 2006 на фестивалу Санденс премијерно је приказан документарац Рвање са анђелима у режији Фриде Ли Мок. Документарац приказује рад Кушнера на новој поставци комада Мајка Храброст и њена деца, његовог узора Бертолда Брехта. У новој поставци и у новом Кушнеровом преводу текста са немачког насловну улогу је тумачила Мерил Стрип. Последњи значајнији Кушнеров комад је Интелегетни хомосексуални водич кроз капитализам и социјализам са решењем (The Intelligent Homosexual's Guide to Capitalism and Socialism with a Key to the Scriptures) премијерно изведен 2009. Поново је сарађивао са Спилбергом написавши сценарио за филм Линколн из 2012, за који је опет номинован за оскара. Кушнер је награђен националном медаљом за уметност 2013, коју му је уручио амерички председник Барак Обама.
У интервјуу 2015. глумица Вајола Дејвис је открила да је затражила од Кушнера да напише сценарио за још увек неименовани биографски филм о Барбари Џордан, коју Дејвис планира да глуми.

## Одабрана дела
- Смрт кита: Опера за апокалипсу (La Fin de la Baleine: An Opera for the Apocalypse, 1982)
- Да да не не (Yes, Yes, No, No, 1985)
- Хидриотафија (Hydriotaphia 1987)
- Светла соба звана дан (A Bright Room Called Day 1987)
- Илузије, (The Illusion, 1988)
- Удовице, (Widows, 1991)
- Анђели у Америци: геј фантазија на националне теме, први део: Миленијум се приближава (Angels in America: A Gay Fantasia on National Themes, Part One: Millennium Approaches, 1992)
- Анђели у Америци: геј фантазија на националне теме, други део: Перестројка (Angels in America: A Gay Fantasia on National Themes, Part Two: Perestroika, 1992)
- Словени: Размишљање о дугорочним проблемима врлине и среће (Slavs! Thinking About the Longstanding Problems of Virtue and Happiness, 1995)
- Код Куће/Кабул (Homebody/Kabul, 2001)
- Каролина или промена (Caroline, or Change. 2002)
- Интелегетни хомосексуални водич кроз капитализам и социјализам са решењем (The Intelligent Homosexual's Guide to Capitalism and Socialism with a Key to the Scriptures. 2009)